# Kurhof (Gemeinde Grafenegg)
Der Kurhof war ein Freihof in Grafenegg, Niederösterreich.
Im Zwettler Stifterbuch wird der Hof im Jahr 1164 als „curia in Haicendorf“ genannt. Nach zahlreichen Besitzerwechseln gelangte der Hof an Hans Peter von Werdenberg, Inhaber der Herrschaft Grafenegg, der den Kurhof 1633 abbrechen ließ. Heute befinden sich in der Nähe noch die ehemalige „Feyertagsmühle“ und einige andere kleine Gehöfte.